# Mord in Genua – Ein Fall für Petra Delicato
Mord in Genua – Ein Fall für Petra Delicato (Originaltitel: Petra) ist eine von Regisseurin Maria Sole Tognazzi inszenierte italienische Fernsehserie, die seit 2020 ausgestrahlt wird. Sie spielt in der italienischen Hafenstadt Genua und basiert auf der Romanreihe Petra Delicado der spanischen Schriftstellerin Alicia Giménez Bartlett, die jedoch in deren Wohnort Barcelona angesiedelt ist.
Die Krimiserie wurde 2020 vom Pay-TV-Anbieter Sky Italia zunächst im Netz auf den Kanälen Sky Cinema und Sky Atlantic angeboten und dann auf Sky Uno ausgestrahlt. Im deutschsprachigen Raum werden die Folgen seit dem 6. Dezember 2020 im ZDF gezeigt.

## Handlung
Protagonistin der Serie ist die Inspektorin Petra Delicato, gespielt von Paola Cortellesi. Die sozial scheue Ex-Anwältin wechselte zur Polizei, wo sie sich bei ihrer einsamen Arbeit im Archiv wohlfühlt. Sie liebt ihren einsamen Job, hat aber bereits zwei gescheiterte Ehen hinter sich. Der stellvertretende Inspektor Antonio Monte, gespielt von Andrea Pennacchi, dagegen ist verwitwet, Vater eines erwachsenen Sohnes und im Bereich Wirtschaftskriminalität beschäftigt.
Die beiden unterschiedlichen Ermittler führt der Umstand zusammen, dass ein Personalengpass besteht. Im ersten Teil des Vierteilers ermitteln sie in einer Vergewaltigungsserie. Monte ist schockiert vom derben Umgangston von Petra Delicato. Auch ihre speziellen Verhörmethoden stoßen dem einfühlsamen Monte auf, hat sie doch einen Tatverdächtigen gezwungen, sich beim Verhör vor ihr nackt auszuziehen. Die beiden Ermittler, die sich mittlerweile gegenseitig zu schätzen beginnen, lösen den Fall und werden zur Mordkommission versetzt. Zukünftig arbeiten die beiden zusammen.

## Besetzung und Synchronisation
| Rollenname                                | Schauspieler        | Folgen | Synchronsprecher     |
| ----------------------------------------- | ------------------- | ------ | -------------------- |
| Inspektorin Petra Delicato                | Paola Cortellesi    | 8      | Aline Staskowiak     |
| stellvertretender Inspektor Antonio Monte | Andrea Pennacchi    | 8      | Thomas Schmuckert    |
| Beauftragter des Sonderkommandos Pessone  | Antonio Zavatteri   | 7      | Erich Räuker         |
| Haushälterin Alba                         | Vera Ingrid Canepa  | 3      | Franziska Endres     |
| Nicola                                    | Diego Ribon         | 2      | Peter Flechtner      |
| Lorenzo                                   | Simone Liberati     | 2      | Fabian Oscar Wien    |
| Amanda                                    | Beatrice Aiello     | 1      | Marieke Oeffinger    |
| Ciro                                      | Andrea Bruschi      | 1      | Christian Gaul       |
| Margherita                                | Francesca Figus     | 1      | Nina Herting         |
| Valentina                                 | Alessia Giuliani    | 1      | Sabine Falkenberg    |
| Chef des Sonderkommandos Corona           | Riccardo Lombardo   | 1      | Oliver Siebeck       |
| Restaurantmanager                         | Fabio Morici        | 1      |                      |
| Carla                                     | Orietta Notari      | 1      | Katharina Lopinski   |
| Ivanov                                    | Andrei Nova         | 1      | Matthias Scherwenkas |
| Salome                                    | Marina Occhionero   | 1      | Alice Bauer          |
| Gerichtsmediziner Erminia                 | Cristina Pasino     | 1      | Agnes Hilpert        |
| Egor                                      | Cristian Popa       | 1      | Frank Schaff         |
| Giovanni Imbreccia                        | Marco Quaglia       | 1      | Sven Fechner         |
| Staatsanwältin Iacalone                   | Nicoletta Robello   | 1      | Heide Domanowski     |
| Luisa                                     | Federica Rosellini  | 1      | Ronja Peters         |
| Don Alberto                               | Stefano Scandaletti | 1      | Leonhard Mahlich     |
| Reva                                      | Matteo Sintucci     | 4      | Sebastian Fitzner    |
| Luca                                      | Alessandro Tedeschi | 1      | Arne Stephan         |
| Mirko                                     | Federico Tolardo    | 1      | Julian Tennstedt     |
| Mauro                                     | Claudio Vanni       | 1      | Jesco Wiethgen       |

## Episodenliste

### Staffel 1
| Nr. (ges.) | Nr. (St.) | Deutscher Titel | Originaltitel            | Erstausstrahlung ITA | Deutschsprachige Erstausstrahlung (D) | Regie               | Drehbuch                                                                              |
| ---------- | --------- | --------------- | ------------------------ | -------------------- | ------------------------------------- | ------------------- | ------------------------------------------------------------------------------------- |
| 1          | 1         | Das Zeichen     | Riti di morte            | 14. Sept. 2020       | 6. Dez. 2020                          | Maria Sole Tognazzi | Furio Andreotti, Giulia Calenda, Ilaria Macchia in Zusammenarbeit mit Enrico Audenino |
| 2          | 2         | Hundeliebe      | Giorno da cani           | 21. Sept. 2020       | 13. Dez. 2020                         | Maria Sole Tognazzi | Furio Andreotti, Giulia Calenda, Ilaria Macchia in Zusammenarbeit mit Enrico Audenino |
| 3          | 3         | Glückssucher    | Messaggeri dell’oscurità | 28. Sept. 2020       | 3. Jan. 2021                          | Maria Sole Tognazzi | Furio Andreotti, Giulia Calenda, Ilaria Macchia in Zusammenarbeit mit Enrico Audenino |
| 4          | 4         | Schein und Sein | Morti di carta           | 5. Okt. 2020         | 10. Jan. 2021                         | Maria Sole Tognazzi | Furio Andreotti, Giulia Calenda, Ilaria Macchia in Zusammenarbeit mit Enrico Audenino |

### Staffel 2
| Nr. (ges.) | Nr. (St.) | Deutscher Titel          | Originaltitel                | Erstausstrahlung ITA | Deutschsprachige Erstausstrahlung (D) | Regie               | Drehbuch                                                          |
| ---------- | --------- | ------------------------ | ---------------------------- | -------------------- | ------------------------------------- | ------------------- | ----------------------------------------------------------------- |
| 5          | 1         | Gefährliche Gefühle      | Serpenti nel Paradiso        | 21. Sept. 2022       | 5. Feb. 2023                          | Maria Sole Tognazzi | Giulia Calenda, Furio Andreotti, Ilaria Macchia, Paola Cortellesi |
| 6          | 2         | Das Leid der Straße      | Un bastimento carico di riso | 28. Sept. 2022       | 12. Feb. 2023                         | Maria Sole Tognazzi | Giulia Calenda, Furio Andreotti, Ilaria Macchia, Paola Cortellesi |
| 7          | 3         | Die Maske des Schweigens | Carnevale diabolico          | 5. Okt. 2022         | 19. Feb. 2023                         | Maria Sole Tognazzi | Giulia Calenda, Furio Andreotti, Ilaria Macchia, Paola Cortellesi |
| 8          | 4         | Die Schuld der Toten     | Nido vuoto                   | 12. Okt. 2022        | 26. Feb. 2023                         | Maria Sole Tognazzi | Giulia Calenda, Furio Andreotti, Ilaria Macchia, Paola Cortellesi |